# Passiflora andina
Passiflora andina är en passionsblomsväxtart som beskrevs av Ellsworth Paine Killip. Passiflora andina ingår i släktet passionsblommor, och familjen passionsblomsväxter. Inga underarter finns listade i Catalogue of Life.